# Copelatus convexus
Escheria convexa, Hydrobius convexa
Espèce
Synonymes
- †Escheria convexa Förster, 1891
- †Hydrobius convexa (Förster, 1891)

Copelatus convexus est une espèce fossile d'insectes coléoptères aquatiques de la sous-famille des Copelatinae (famille des Dytiscidae).

## Classification
L'espèce Copelatus convexus est décrite en 1891 par le paléontologue allemand Bruno Förster (1852-1924) sous le protonyme Escheria convexa,.

### Renommage
En 1937 le paléontologue français Nicolas Théobald (1903-1981) renomme Escheria convexa en Hydrobius convexus ou Hydrobius convexa selon TPDB,.
En 2011 le paléontologue tchèque Martin Fikáček (d) et son équipe renomment Escheria convexa en Copelatus convexus,. Ils indiquent que l'holotype de Brunstatt est perdu, et proposent que les spécimens de Kleinkembs deviennent le néotype.

### Fossiles
Selon Paleobiology Database en 2023, un seul fossile, l'holotype, est référencé, venant de Brunnstatt, du Rupélien ou Oligocène inférieur de France, décrit en 1891 par Bruno Förster.

### Étymologie
L'épithète spécifique convexus signifie en latin « convexe » ou « bombé ».

## Description

### Caractères
Diagnose de Nicolas Théobald en 1937, : 

« Espèce décrite par Förster des marnes en plaquettes de Brunstatt. L'auteur l'attribue au g. Escheria Heer. Ce g. fossile a été établi par O. Heer pour désigner des Hydrophilidae d'Oeningen à position systématique douteuse.
En réalité les formes citées par Förster se distinguent déjà de Escheria ovalis Heer en ce sens qu'elles ont une taille double, ce qui n'entraine pas, il est vrai, la nullité de la détermination. Mais la conformation de l'abdomen n'est pas la même. Dans l'ornementation des élytres aussi, il y a une différence, dans Escheria ovalis, Heer cite huit stries, dans Hydobius convexus, dix sont visibles, surtout dans la partie inférieure. C'est là un caractère du genre Hydrobius dans lequel il convient, à notre avis, de ranger cette espèce. La forme du corselet a la même conformation dans Hydrobius et dans l'insecte de Brunnstatt.
Un échantillon et sa contre-empreinte de Kleinkembs (R91+74) de la collection Mieg du Muséum de Bâle. ».

### Dimensions
La longueur totale de l'insecte est de 6,3-6,5 mm.

## Biologie
« Copelatus est actuellement pantropical dans sa distribution et contient plus de 400 espèces décrites (Nilsson 2001) ».

### Publication originale
- [1891] (de) Bruno Förster, « Die Insekten der "Plattigen Steinmergels" von Brunstatt », Abhandlungen zur Geologischen Specialkarte von Elsass-Lothringen, vol. 3, no 1,‎ 1891, p. 335-593 (lire en ligne).